# Schlossbergkapelle (Wallenfels)

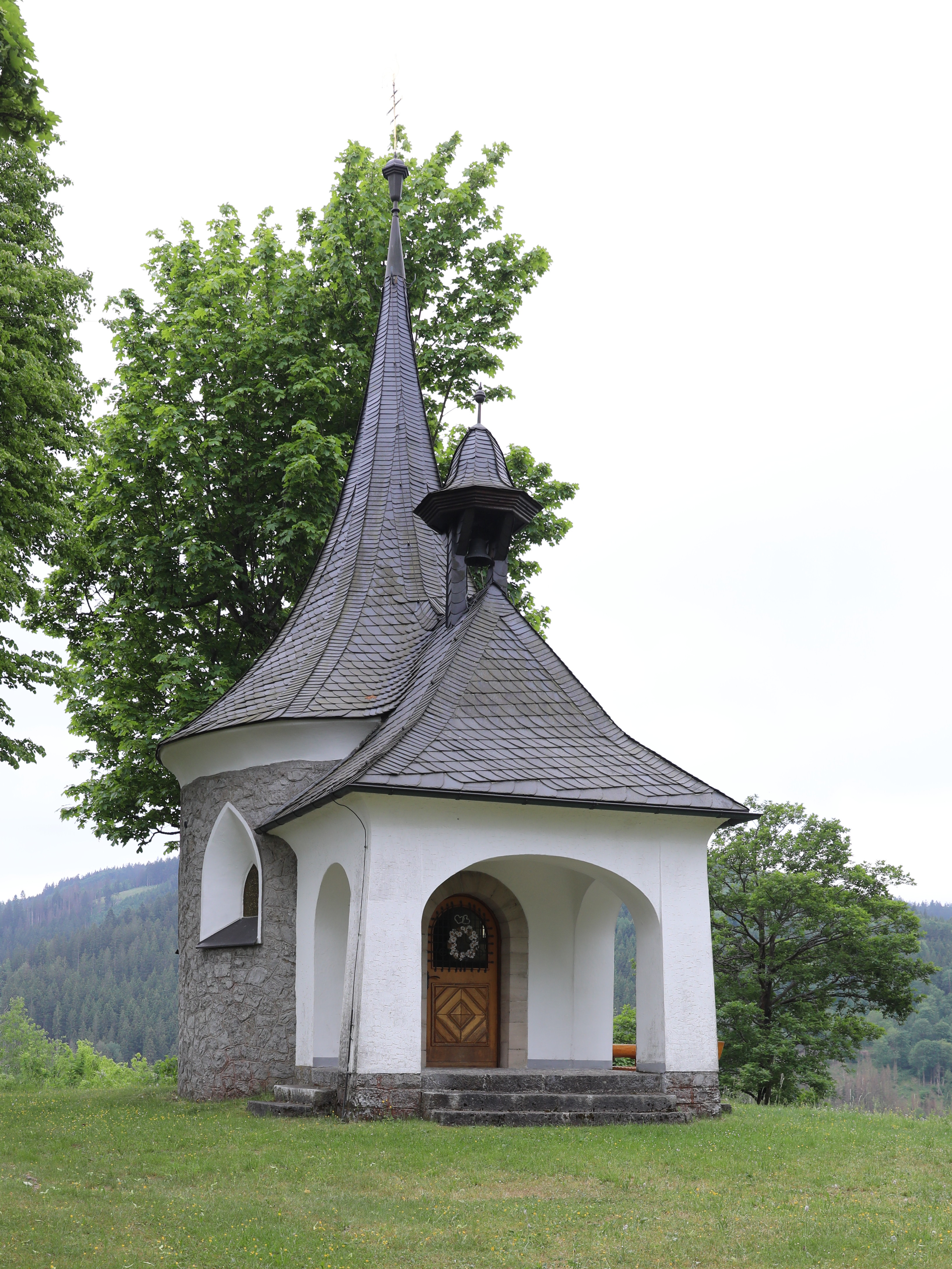
Schlossbergkapelle in Wallenfels

Die römisch-katholische Schlossbergkapelle steht auf dem Schlossberg oberhalb der Stadt Wallenfels im oberfränkischen Landkreis Kronach. Die  Kriegergedächtniskapelle wurde 1922/1923 nach Plänen des Münchner Architekten Fritz Fuchsenberger errichtet.

## Geschichte
Auf dem Schlossberg stand früher die Burg Waldenfels, eine abgegangene Höhenburg, die Anfang des 13. Jahrhunderts errichtet, 1525 im Bauernkrieg niedergebrannt und nicht wieder aufgebaut wurde. Im Jahr 1868 wurde auf dem Platz der Burg eine Kapelle errichtet, die 1904 abgebrochen werden musste. Im Jahr 1913 beschloss der Magistrat von Wallenfels den Wiederaufbau der Schlossbergkapelle. Der Regierungsbaumeister Stölzel erstellte die genehmigte Planung. Der Ausbruch des Ersten Weltkriegs im Herbst 1914 verhinderte jedoch die Baumaßnahme.
Nach dem Ersten Weltkrieg wollte die Gemeinde das Bauwerk als Gedächtniskapelle für gefallene Soldaten des Ortes nutzen. Am 22. Oktober 1921 reichte der Architekt Fritz Fuchsenberger die Baupläne ein. Das Landbauamt Hof meldete wegen der Wirkung des spitzen Dachhelmes Bedenken an. Im Januar 1922 stimmte der Wallenfelser Gemeinderat für die Umsetzung der Planung. Der Bau der Kapelle wurde zum größten Teil durch Spenden und Sammlungen finanziert. Die Grundsteinlegung folgte am Pfingstmontag den 5. Juni 1922. Der aus Wallenfels stammende Domvikar Franz Seraph Mayer benedizierte am 12. August 1923 die Kapelle und versah sie mit dem Titel Sieben Schmerzen Mariä. Zusammen mit dem Kapellenbau errichtete die Gemeinde einen Kreuzweg vom Bergfriedhof bei der Stadtpfarrkirche St. Thomas hinauf zur Kapelle mit 14 Stationshäuschen und einer großen Station als Kreuzweganfang.

## Baubeschreibung
Das Bauwerk besteht aus der kreisförmig angelegten Kapelle mit einem Zeltdach und einer querrechteckig angelegten, offenen Vorhalle mit einem abgewalmten Dach mit Dachreiter.
Für das Fassadenmauerwerk des Rundbaus wurden unverputzte Grauwackensteine verwendet. Das verschieferte Dach ist als spitzer Dachhelm mit acht konkaven Flächen ausgebildet. Vier Lanzettfenster mit stark abgeschrägten Laibungen und die einfachgekehlte, weit vorkragende Dachtraufe sind verputzt sowie hell gefasst. Sie gliedern die Fassade. Den Kapellenzugang bildet ein Rundbogenportal mit einer unprofilierten Sandsteinrahmung. Eine flache Kuppel überspannt den Innenraum der Kapelle, mit seinen glatten, hellen verputzten Wänden und vier ungegliederten Fenstern.
Zwei verputzte und hell gefasste Vierkantpfeiler, nach oben verjüngt, ohne Kapitelle, und eine Wand vor dem Rundbau tragen die seitlichen Rundbögen und den mittleren breiten Korbbogen der Portalvorhalle. Auf den Bögen und der Wand und ruht eine Flachdecke und ein abgewalmtes, verschiefertes Satteldach, bekrönt von einem hölzernen Glockenträger mit einer Glocke und einem Glockendach. Der Boden ist um drei Stufen erhöht.

## Ausstattung

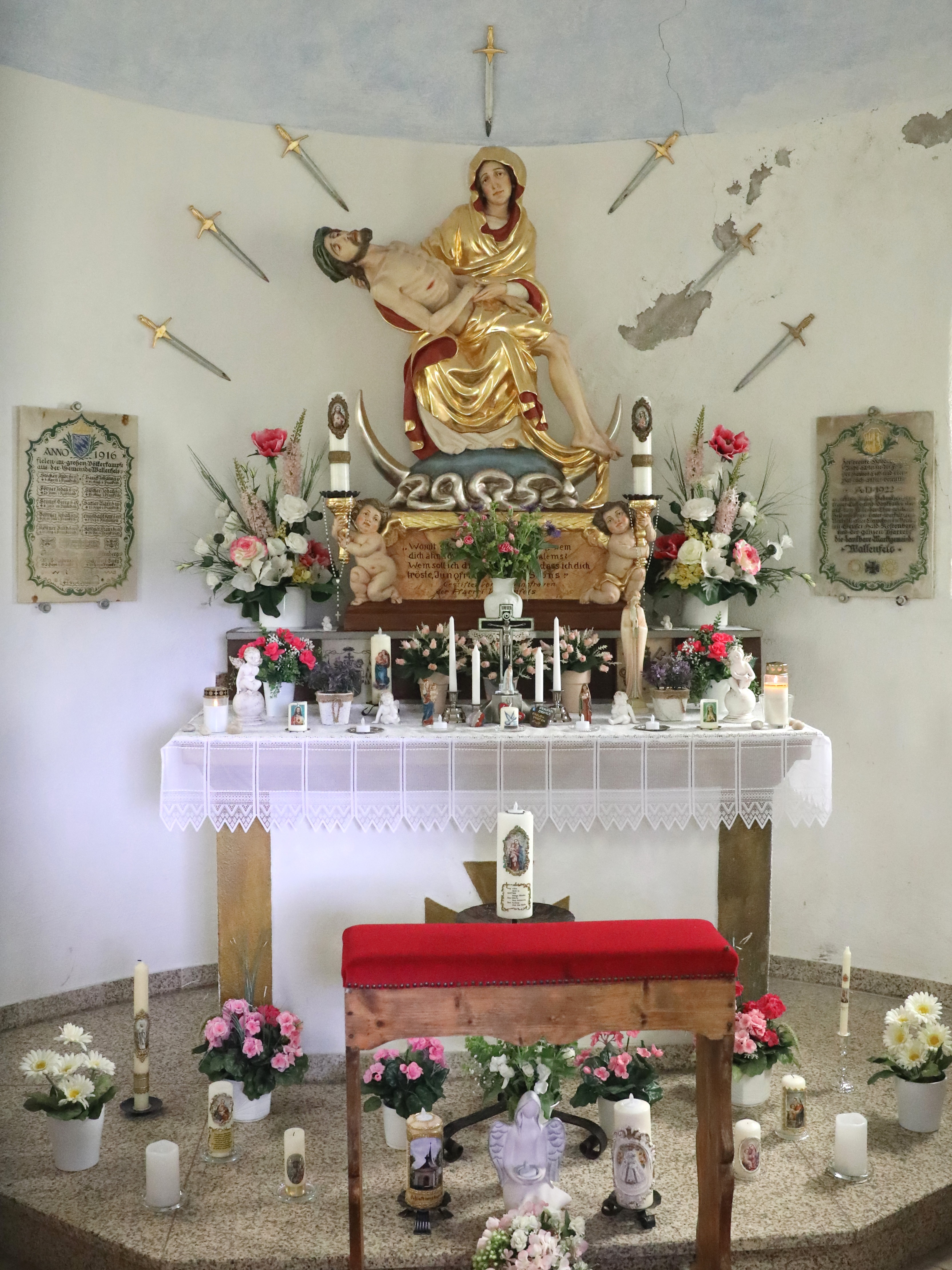
Altar mit Vesperbild

Auf einem Holzaltar steht eine Vesperbild, das Kerzen tragende Putten einrahmen. In der Form eines Halbrunds umgeben sieben Schwerter an der Wand das Vesperbild, sie symbolisieren die Sieben Schmerzen Mariens. An den Wänden hängen Gedenktafeln mit den Namen der im Ersten und Zweiten Weltkrieg gefallenen und vermissten Soldaten der Stadt Wallenfels.